# Adoxa moschatellina
Adoxe musquée, Moscatelline, Muscatelle
Espèce
Classification phylogénétique
Adoxa moschatellina, la Moscatelline, l’Adoxe musquée ou la Muscatelle, est une plante herbacée vivace de la famille des Adoxacées.

## Description

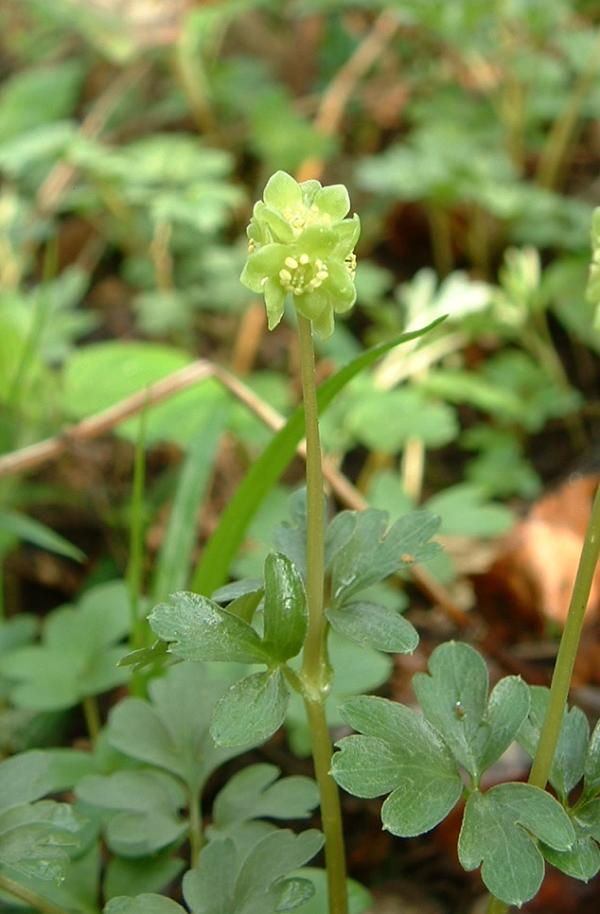
Feuilles et inflorescence

C'est une plante rhizomateuse, glabre, formant de vastes colonies dans les sous-bois humides. Les feuilles basales sont longuement pétiolées, doublement ramifiées, à lobes ovales. Les hampes florales sont grêles, ne dépassant pas 20 cm au maximum, elles portent une paire de feuilles caulinaires aux segments trilobés, et à leur sommet une petite inflorescence cubique formée de cinq fleurs verdâtres (une vers le haut à 4 pétales, les quatre autres à angle droit à 5 pétales).
Cette petite plante dégage une odeur musquée très caractéristique, d'où le nom de moscatelline. Elle est courante dans les sous-bois frais en Europe tempérée. Sa floraison précoce (avril) et ses couleurs peu contrastées font qu'elle passe souvent inaperçue, d'où son nom (du Grec adoxa : privée de gloire, méconnue) ; ses organes aériens disparaissent dès juin.

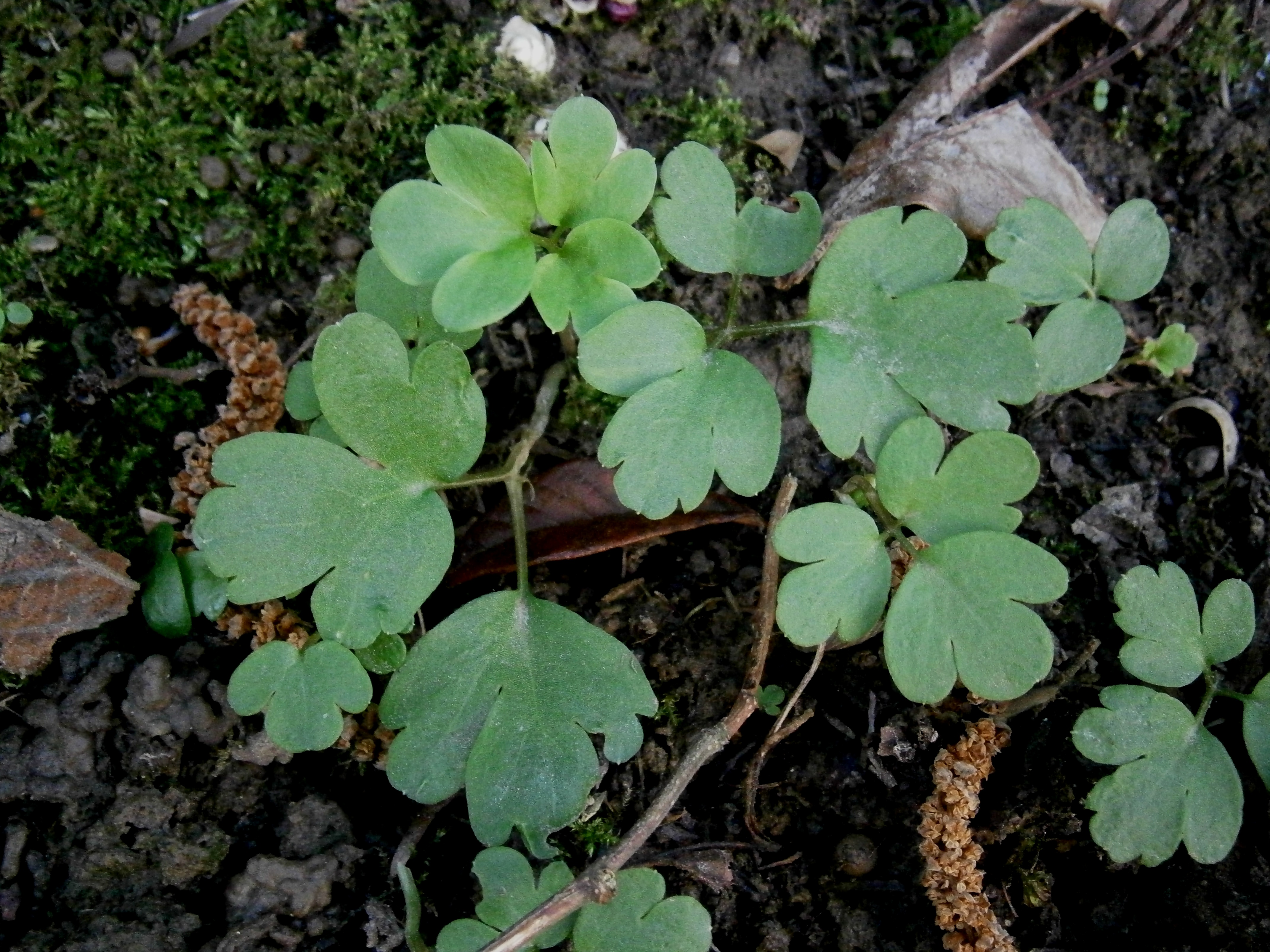
Feuillage
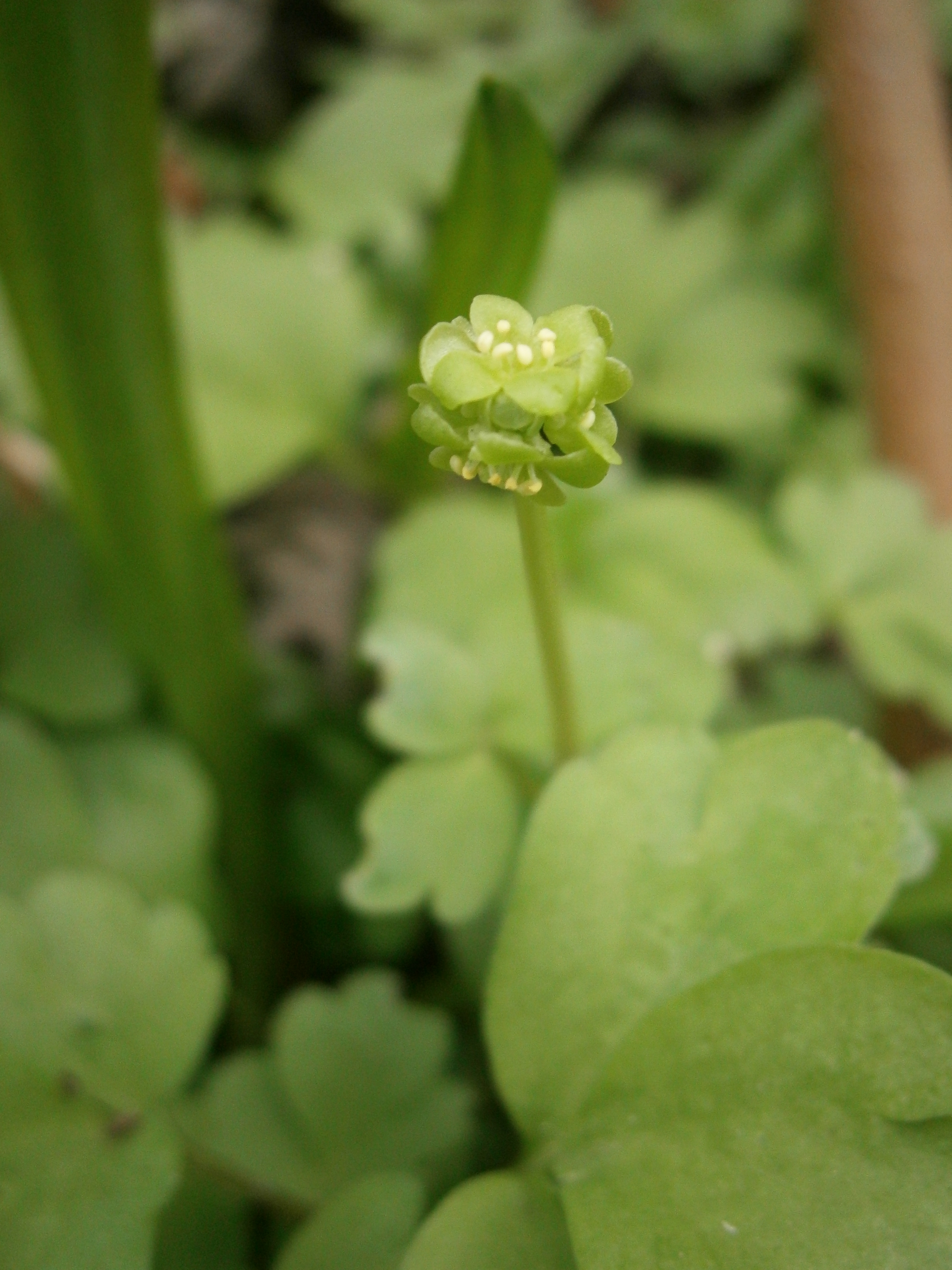
Fleur supérieure à 4 pétales
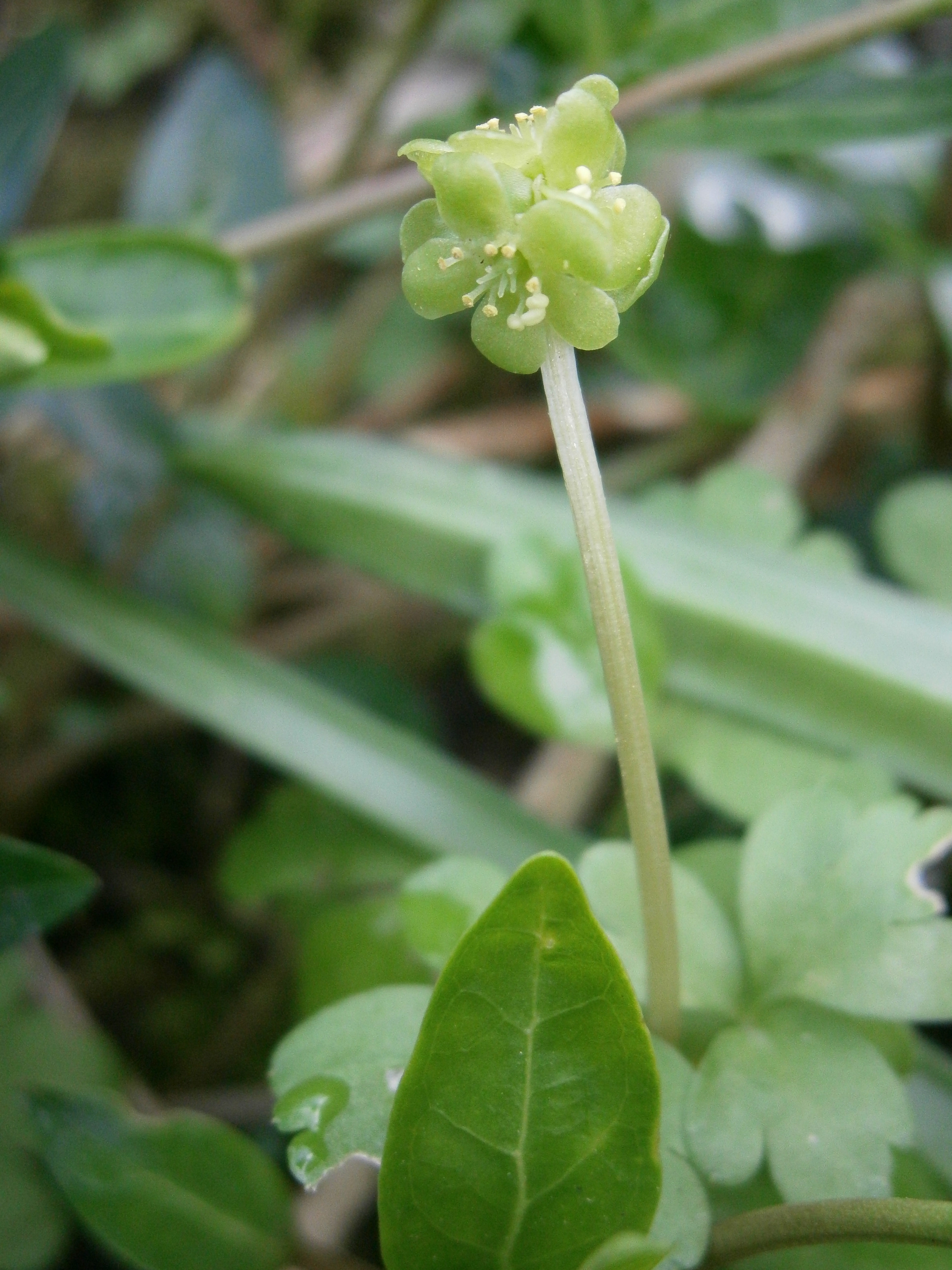
Fleur latérale à 5 pétales

## Noms
Adoxa moschatellina est connu sous plusieurs noms vernaculaires en français : Tela Botanica recommande « Adoxe musquée », « Moscatelline » et « Adoxe », VASCAN recommande quant à elle « Moscatelline », finalement Info Flora recommande Muscatelle,,